# بوزيو
بوزيو (بالإيطالية: Bosio)‏ هي بلدية في مقاطعة ألساندريا في إقليم بييمونتي في إيطاليا.